# Șuncuiuș
Șuncuiuș – wieś w Rumunii, w okręgu Bihor, w gminie Șuncuiuș. W 2011 roku liczyła 1777 mieszkańców.